# موبیدو سیدیبه
موبیدو سیدیبه (انگلیسی: Mobido Sidibé؛ زادهٔ ۷ ژانویهٔ ۱۹۷۰) بازیکن فوتبال اهل مالی بود.
وی همچنین در تیم ملی فوتبال مالی بازی کرده است.